# Per Henrik Taucher
Per Henrik Taucher, född 11 april 1915 i Helsingfors, död där 5 oktober 2006, var en finländsk reklamman. Han var son till Gunnar Taucher. 
Taucher blev student 1935 vid Nya Svenska Läroverket. Taucher grundade 1940 Oy Mainos Taucher Reklam Ab och verkade som dess verkställande direktör fram till 1972, då han blev styrelseordförande. Reklambyrån utvecklades under hans ledning till en av de ledande på området i Finland med filialer i flera landsortsstäder. Han tilldelades kommerseråds titel 1968.